# Oona King, Baroness King of Bow

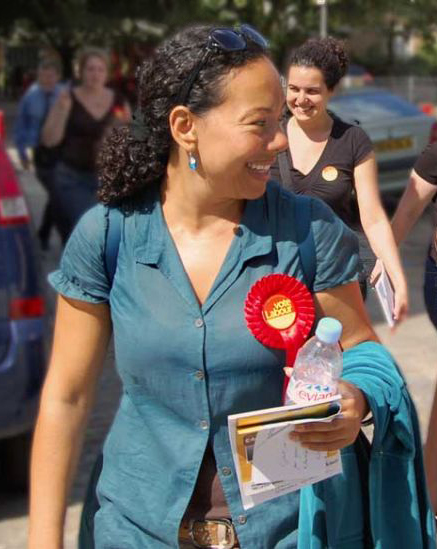
Oona King während des Wahlkampfes zu den britischen Unterhauswahlen am 6. Mai 2010

Oona Tamsyn King, Baroness King of Bow (* 22. Oktober 1967 in Sheffield) ist eine britische Politikerin der Labour Party, die zwischen 1997 und 2005 Abgeordnete des House of Commons war und seit 2011 als Life Peeress Mitglied des House of Lords ist.

## Leben

### Berufliche Tätigkeiten und Unterhausabgeordnete
Nach dem Besuch der Haverstock School und einem Studium an der University of York, das sie 1990 mit einem Bachelor of Arts (B.A.) abschloss, war Oona King zwischen 1990 und 1991 Forschungsmitarbeiterin bei der Fraktion der Progressiven Allianz der Sozialisten und Demokraten im Europäischen Parlament sowie im Anschluss bis 1993 politische Assistentin der Europaabgeordneten Glyn Ford. Während dieser Zeit gehörte sie zum Wahlkampfteam von John Smith bei den Unterhauswahlen am 9. April 1992 und war zwischen 1993 und 1994 freischaffende Redenschreiberin, ehe sie von 1994 bis 1995 als politische Assistentin der Europaabgeordneten Glenys Kinnock arbeitete. Danach war sie von 1995 bis 1997 als Gewerkschaftsfunktionärin für Organisationsfragen bei der Gewerkschaft GMB tätig.
Bei den Unterhauswahlen am 1. Mai 1997 wurde Oona King als Kandidatin der Labour Party erstmals als Abgeordnete in das House of Commons gewählt und vertrat dort bis zu ihrer Wahlniederlage bei den Wahlen am 5. Mai 2005 den Wahlkreis Bethnal Green and Bow. Während ihrer achtjährigen Parlamentszugehörigkeit war sie zwischen 1997 und 2001 zunächst Mitglied des Unterhausausschusses für internationale Entwicklung sowie anschließend von 2001 bis 2005 Mitglied des Unterhausausschusses für Verkehr, Lokalverwaltung und die Regionen und zeitgleich Mitglied des dortigen Unterausschusses für urbane Angelegenheiten. Zuletzt wirkte sie von 2003 bis 2005 als Parlamentarische Privatsekretärin von Frauenministerin Patricia Hewitt und zeitgleich zwischen 2003 und 2005 von Stephen Timms, dem damaligen Finanzsekretär des Schatzamtes (Treasury).
Während ihrer Parlamentszugehörigkeit war sie außerdem zwischen 1997 und 2005 Vize-Vorsitzende der überparteilichen Parlamentariergruppe für Bangladesch sowie zeitweise Vorsitzender der überparteilichen Parlamentariergruppe für Ruanda, die Afrikanischen Großen Seen sowie für die Verhinderung des Völkermords in Ruanda. Weiterhin fungierte sie als Vorsitzender der Kampagne der Labour Party für eine Wahlreform und als Vize-Vorsitzender der Gruppe der Unterhausabgeordneten der Labour Party aus London. Zwischen 2000 und 2002 war sie auch Vize-Vorsitzende des British Council und außerdem zeitweilig Schatzmeisterin der überparteilichen Parlamentariergruppe Friends of Islam House of Commons.

### Erfolglose Bewerbung für das Londoner Bürgermeisteramt und Oberhausmitglied
Nach ihrer Wahlniederlage und ihrem Ausscheiden aus dem Unterhaus arbeitete Oona King von 2007 bis 2009 in 10 Downing Street als Leitende Beraterin von Premierminister Gordon Brown und ist danach seit 2009 Diversity Manager beim Fernsehsender Channel 4. Außerdem engagiert sie sich bei Amnesty International, beim Jewish Cncl for Racial Democracy, bei One World Action, bei 1990 Trust, der Fabian Society, der Campaign for Electoral Reform sowie bei Britain in Europe.
Anfang September 2010 erklärte sie, dass sie sich für Labour für das Amt des Mayor of London bei den Bürgermeisterwahlen am 3. Mai 2012 bewerben wolle. In der parteiinternen Nominierungswahl am 24. September 2012 unterlag sie jedoch deutlich dem früheren Londoner Bürgermeister, Ken Livingstone, auf den 68,8 Prozent der Delegiertenstimmen entfielen.
Durch ein Letters Patent vom 26. Januar 2011 wurde Oona King als Life Peeress mit dem Titel Baroness King of Bow, of Bow in the London Borough of Tower Hamlets, in den Adelsstand erhoben. Kurz darauf erfolgte am 31. Januar 2011 ihre Einführung (Introduction) als Mitglied des House of Lords. Im Oberhaus gehört sie zur Fraktion der Labour Party.
Anfang 2013 nahm sie an der achten Staffel der Eiskunstlaufshow Dancing on Ice teil.

## Veröffentlichungen
- House Music - the Oona King Diaries (2007)